# گویه (بلور)

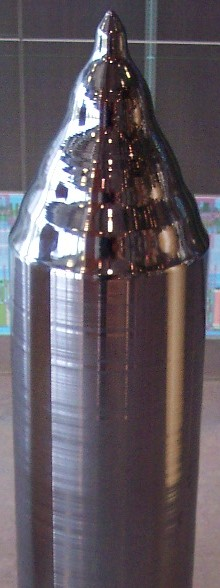
گویه تک‌بلوری سیلیکونی

گویه (به انگلیسی: boule) یا گویه بلورین یک شمش تک‌بلوری است که به روش مصنوعی تولید می‌شود.
یک گویه سیلیکونی ماده اولیه برای اکثر مدارهای مجتمعی است که امروزه استفاده می‌شود. در صنعت نیم‌رسانا، گویه‌های مصنوعی را می‌توان با روش‌های متعددی مانند فنون بریگمن و فرایند چُکرالِسکی، که منجر به یک میله استوانه‌ای از مواد می‌شود، ساخت.
در فرایند چُکرالسکی یک دانه بلوری برای ایجاد یک بلور بزرگتر یا شمش مورد نیاز است. این دانهٔ بلوری در سیلیکون مذاب خالص فرورفته و به آرامی خارج می‌شود. سیلیکون مذاب روی بلور دانه به‌صورت بلورین رشد می‌کند. با خارج‌شدن دانه، سیلیکون جامد می‌شود و درنهایت یک گویه استوانه‌ای بزرگ تولید می‌شود.
یک ویفر بلوری نیم‌رسانا معمولاً با استفاده از اره الماسی سوراخ داخلی یا اره سیمی الماسی به ویفرهای دایره ای بُریده می‌شود و هر ویفر برای ایجاد زیرلایه‌های مناسب برای ساخت افزاره‌های نیم‌رسانا بر روی سطح خود، لیسه‌زنی و صیقل داده می‌شود.
همچنین از این فرایند برای ایجاد یاقوت‌کبود استفاده می‌شود که برای زیرلایه‌هایی در تولید ال‌ئی‌دی‌های آبی و سفید، پنجره‌های نوری در کاربردهای خاص و به عنوان پوشش محافظ ساعت‌ها استفاده می‌شود.